# الياهون (عمان)
الياهون منطقة سكنية تقع في لواء الجيزة، محافظة العاصمة في الأردن. تنتمي المنطقة لقضاء أم الرصاص الذي يضم 16 منطقة. يقدر عدد سكانها بـ 597 نسمة حسب إحصاء 2015.

## الوصلات الخارجية
- دائرة الاحصاءات العامة